# Lars Lindqvist
För andra betydelser, se Lars Lindqvist (olika betydelser).
Lars-Göran "Linken" Lindqvist, född 22 september 1953 i Östersund, är en svensk entreprenör inom bland annat turismbranschen.
Lindqvist har varit vd för bolaget bakom alpina VM i Åre 2007 och Jämtland/Härjedalen Turism samt ordförande för Åre Destination och Destination Östersund 2015–2016.
Lindqvist är en av initiativtagarna till Storsjöyran och har även varit verksam som kåsör i radio som tidningar.
2018 varr han styrelseordförande i flera bolag såsom Alpina VM i Åre 2019 AB, Berners AB, Marsblade AB, Taxi Östersund AB samt delägare och arrangör av Åre Business Forum.